# John van der Wiel
John van der Wiel (Leida, 9 agosto 1959) è uno scacchista olandese.

## Biografia
Grande maestro dal 1982, vinse il campionato olandese nel 1984 e 1986. Partecipò con la squadra olandese a nove olimpiadi degli scacchi dal 1980 al 1998, vincendo la medaglia di bronzo di squadra alle olimpiadi di Salonicco 1988. Raggiunse il massimo punteggio Elo nel 1987, con 2590 punti.
Tra gli altri principali risultati:
- 1978: vince il campionato europeo juniores (under-20)
- 1981: 1º al torneo B di Wijk aan Zee
- 1982: 1º a Novi Sad;  3º al torneo A di Wijk aan Zee
- 1983: 1º a Aarhus e a Ostenda
- 1986: 1º a San Bernardino
- 1987: 1º a Ter Apel e a Amsterdam
- 1992: 1º al torneo B di Baden-Baden
- 1998: 1º a Elgoibar